# Grêmio Maringá
Der Grêmio de Esportes Maringá ist ein Sportverein aus Maringá, im brasilianischen Bundesstaat Paraná.

## Geschichte
Grêmio Maringá wurde am 7. Juli 1961 gegründet. Das Maskottchen des Klubs wurde der Hahn. Bereits im Folgejahr debütierte der Klub in der Staatsmeisterschaft von Paraná. Am 20. Mai trat man zu seinem ersten Ligaspiel beim Londrina EC an und musste sich mit 4:2 geschlagen geben. Am Ende der Meisterschaft hatte Grêmio Maringá eine Bilanz von neun Siegen, fünf Unentschieden und acht Niederlagen bei 43:39 Toren aufzuweisen, welches für den 19. Platz bei 38 Teilnehmern reichte.
In der Staatsmeisterschaft 1963 schaffte der Neuling, diese als Meister abzuschließen. Als solcher qualifizierte sich der Klub für den Taça Brasil (Brasilien-Pokal), seit 1959 der erste nationale Fußball-Wettbewerb in Brasilien. Die Taça Brasil 1964 vom Brasilianischen Sportverband, dem CBD, ausgerichtet. Grêmio Maringá trat in der Gruppe Süd der Zone Süd an. Hier musste der Klub zunächst gegen den EC Metropol antreten, um in die nächste Runde einzuziehen. Die Spiele endeten 1:1 und 1:2, womit der Wettbewerb für Grêmio Maringá beendet war.
In der Folgezeit trat der Klub bis 1996, mit Ausnahme einer kurzen Unterbrechung in den 1970er Jahren, in der obersten Liga der Staatsmeisterschaft. Über gute Platzierungen in dieser erhielt Grêmio Maringá noch mehrmals die Möglichkeit an Ausgaben der Série A und Série B teilzunehmen. Dann folgte der sportliche Abstieg des Klubs, welcher dazu führte, dass Grêmio Maringá bis einschließlich 1998 nicht am Spielbetrieb teilnahm und erst 1999 wieder in der Segunda Divisão der Staatsmeisterschaft, deren zweiten Liga, auflief. Zur Saison 2002 gelang die Rückkehr in die Primeira Divisão. 
Im Oktober des Jahres 2002 wurde der Klub verkauft. Der Geschäftsmann Aurélio Almeida erwarb den Klub auf unbestimmte Zeit. Aurélio Almeida zahlte 190.000 Real an die Führer von Grêmio Maringá. Zusätzlich wurden 70.000 Real für die Bildrechte des Klubs an der Staatsmeisterschaft 2003 gezahlt. Aurélio Almeida kapitalisierte den Klub und machte aus diesem den Grêmio Maringá S/S LTDA.
Im Jahr 2022 beschloss das ITGEM (Institut der Fans des Grêmio Esportivo Maringá), unzufrieden mit dem Image des Grêmio Maringá S/S LTDA, den alten Klub zurückzuholen, die Schulden zu begleichen und den Klub nach 24 Jahren der Inaktivität wieder zu beleben. Mit der Grêmio Maringá S/S LTDA gab es rechtliche Auseinandersetzungen bezüglich der Nutzung des Namens. Nachdem die S/S LTDA zuletzt 2021 ihre Lizenz beim regionalen Verband, dem Federação Paranaense de Futebol (FPF), zurückgegeben hatte, war der wiederbelebte Grêmio Maringá im Vorteil. Noch in dem Jahr seiner Neugründung startete Grêmio Maringá in der Terceira Divisão, der dritten Liga der Staatsmeisterschaft. Der Namensvetter, der Grêmio Maringá S/S LTDA hat zuletzt 2018 an Spielen teilgenommen. In dem Turnier erreichte der Klub die Finalspiele im November gegen den Patriotas FC. Nachdem die Treffen 1:1 und 2:0 endeten, feierte man die Meisterschaft und den Aufstieg in die Segunda Divisão 2023.

### Teilnahme an Fußballwettbewerben
| Wettbewerb                           | Teilnahmen                                     |
| ------------------------------------ | ---------------------------------------------- |
| Série A                              | 06× – 1964, 1965, 1977, 1978, 1979, 1982       |
| Série B                              | 07× – 1980, 1981, 1983, 1988, 1989, 1990, 1991 |
| Copa Sul-Minas                       | 02× – 1999, 2000                               |
| Staatsmeisterschaft                  | 33× – 1962–1971, 1975–1996, 2002               |
| Staatsmeisterschaft Segunda Divisão  | 03× – 1999–2001, 2023–2024                     |
| Staatsmeisterschaft Terceira Divisão | 02× – 2022, 2025–                              |
| Staatspokal                          | 02× – 1998–1999                                |

### Erfolge Herren
- Staatsmeisterschaft von Paraná 3×: 1963, 1964, 1977
- Torneio dos Campeões da CBD: 1969
- Staatspokal von Paraná: 1998
- Staatsmeisterschaft von Paraná – Segunda Divisão: 2001
- Staatsmeisterschaft von Paraná – Terceira Divisão: 2022

## Frauenfußball
Der im Dezember 1996 gegründete Maringá Seleto Clube war um die Jahrtausendwende im Fußball und Futsal aktiv und wollte an der Staatsmeisterschaft von Paraná 2000 der Frauen teilnehmen. Seleto verfügte aber nicht über das notwendige Kapital und Grêmio Maringá über kein Frauenteam. Beide schlossen sich zusammen. Die Damen liefen unter dem Namen von Grêmio Maringá auf, aber in den gelben Trikots von Seleto. Auf dem Spielfeld war die Uniform gelb und weiß, die Farben von Seleto, aber der verwendete Name war Grêmio Maringá. Am Ende der Meisterschaft konnten die Frauen die Meisterschaft gewinnen. Das Gemeinschaftsprojekt wurde anschließend beendet. Während Maringá Seleto weiterhin im Frauenfußball aktiv ist, war es Grêmio Maringá die einzige Teilnahme.

### Erfolge Frauen
- Staatsmeisterschaft von Paraná: 2000